# Relações entre Arábia Saudita e Egito
As relações entre Arábia Saudita e Egito são as relações diplomáticas estabelecidas entre o Reino da Arábia Saudita e a República Árabe do Egito. Ambos os países possuem uma grande influência no mundo árabe. O Egito é o país árabe mais populoso e o epicentro de uma parte significativa da cultura popular árabe e a Arábia Saudita é o centro religioso inquestionável para os muçulmanos sunitas, e um grande exportador de petróleo.
Durante a história do Oriente Médio moderno, Riad e Cairo têm sido aliados e rivais. Mas desde a década de 1980, os dois países têm geralmente considerado um ao outro como amigos importantes. Durante o governo do presidente egípcio Hosni Mubarak, Egito e Arábia Saudita deixaram de lado as divergências que permaneciam desde a "Guerra Fria Árabe", e desfrutaram de relações muito próximas.

## Liga Árabe
Em virtude de seu tamanho e de sua história, o Egito há muito tempo desempenhou um papel significativo no cenário árabe. A Liga Árabe foi fundada no Cairo, em 1945 e, embora a Arábia Saudita estivesse entre seus membros fundadores, a organização foi amplamente dominada pelo Egito. De fato, a nacionalidade dos últimos secretários gerais da Liga Árabe, em sua quase totalidade, era egípcia. Com a ascensão da Arábia Saudita durante o boom do petróleo em 1970, e a subsequente expulsão do Egito da Liga Árabe na sequência de seu tratado de paz com Israel em 1979, a dinâmica foi temporariamente alterada. No entanto, após o Egito ter sido readmitido na Liga Árabe em 1989, retomou o seu papel proeminente na organização.